# U.S. Route 26
U.S. Route 26 (ou U.S. Highway 26) é uma autoestrada dos Estados Unidos.
Faz a ligação do Oeste para o Este. A U.S. Route 26 foi construída em 1926 e tem 1 485 milhas (2 390 km).

## Principais ligações
Interstate 5 em Portland

 Interstate 84 em Boise

 Interstate 25 em Casper